# Кольцов, Павел Владимирович
Па́вел Влади́мирович Кольцо́в (лит. Pāvels Koļcovs; род. 1 сентября 1982, Даугавпилс, Латвийская ССР, СССР) — латвийский футболист, защитник.

## Клубная

### Клубная
В 2000—2009 годах защищал цвета «Динабурга», в составе которого стал финалистом Кубка Латвии. В 2003 году провёл 3 матча в росийском Первом дивизионе за «Металлург-Кузбасс». В январе 2010 года был на просмотре в омском «Иртыше», однако, вернулся в Латвию, подписав контракт с «Даугавой», за которую провёл единственный матч 11 апреля против «Олимпа» (1:1). Летом того же года перешёл в «Яунибу». В 2011 году защищал цвета « Юрмалы». В 2012 году пополнил ряды клуба «ДЮСШ Илуксте». В 2013 году подписал контракт с «Даугавпилсом», который в том сезоне носил название «Даугава». Завершил карьеру в 2014 году в «Резекне».

### В сборной
За молодёжную сборную Латвии провёл 2 матча: 8 июля 2002 года против сверстников из Беларуси (0:3) и 1 апреля 2003 года против сверстников из Украины (0:2).

## Достижения
- Финалист Кубка Латвии: 2001
- Победитель Первой лиги: 2013
- Серебряный призёр Первой лиги (2): 2012, 2014